# Yuma (film, 2012)
Pour les articles homonymes, voir Yuma.
Pour plus de détails, voir Fiche technique et Distribution.
Yuma est un film polonais réalisé par Piotr Mularuk, et sorti en 2012 au cinéma.

## Fiche technique
- Titre : Yuma
- Réalisation : Piotr Mularuk
- Scénario : Wojciech Gajewicz, Piotr Mularuk
- Société de Production : Yeti Films
- Musique : Jan Muchow
- Photographie : Jacek Podgórski, Tomasz Dobrowolski
- Montage : Agnieszka Glińska
- Costumes : Magdalena Jadwiga Rutkiewicz-Luterek, Emilia Skalska
- Pays d'origine :  Pologne
- Format :
- Genre :
- Durée : 113 minutes (1 h 53)
- Date de sortie : 
  - Pologne : 3 août 2012
  - France : 23 novembre 2013

## Distribution
- Jakub Gierszał − Zyga
- Krzysztof Skonieczny − Kula
- Jakub Kamieński − Młot
- Tomasz Kot − Opat
- Katarzyna Figura − Halinka
- Karolina Chapko − Majka
- Helena Sujecka − Bajadera
- Malwina Wasilewska − Klara
- Jerzy Schejbal − père de Zyga
- Aldona Struzik − mère de Zyga
- Kazimierz Mazur − Rysio
- Tomasz Schuchardt − Ernest
- Zbigniew Stryj
- Przemysław Bluszcz

## Récompenses
nominations
- Camerimage 2012